# North Muir
North Muir är en kulle i Storbritannien.   Den ligger i kommunen Scottish Borders och riksdelen Skottland, i den centrala delen av landet, 500 km norr om huvudstaden London. Toppen på North Muir är 359 meter över havet.
Terrängen runt North Muir är kuperad åt nordost, men åt sydväst är den platt.Runt North Muir är det glesbefolkat, med 8 invånare per kvadratkilometer. Närmaste större samhälle är Livingston, 18,5 km norr om North Muir. Trakten runt North Muir består i huvudsak av gräsmarker.